# Gokaiger Goseiger Super Sentai 199 Hero Daikessen
Gokaiger Goseiger Super Sentai 199 Hero Daikessen (ゴーカイジャー ゴセイジャー スーパー戦隊199ヒーロー 大決戦 Gōkaijā Goseijā Sūpā Sentai Hyakukyūjūkyū Hīrō Daikessen) là một bộ phim dự kiến công chiếu ngày 21 tháng 5 năm 2011, để kỉ niệm 35 năm dòng phim Super Sentai. Bộ phim có sự có mặt của các diễn viên trong Kaizoku Sentai Gokaiger, Tensou Sentai Goseiger, và Himitsu Sentai Goranger, trong tổng số 199 anh hùng từ các bộ Super Sentai khác. Ngày 16 tháng 3 năm 2011, Toei đã thông báo rằng do ảnh hưởng của động đất và sóng thần Tōhoku 2011, ngày công chiếu của phim sẽ bị hoãn lại đến 11 tháng 6 năm 2011.

## Câu chuyện
Cốt truyện tiếp diễn sau tập 16, Đế quốc Vũ trụ Zangyack đã hình thành một liên minh với Hắc Thập tự Quân đoàn và thủ lĩnh của chúng mới hồi sinh từ địa ngục, Hắc Thập Tự Vương (黒十字王 Kuro Jūji Ō), để xâm chiếm Trái Đất. Gokaiger cùng với Goseiger và Goranger, vốn đã mất đi sức mạnh trong Trận Đại chiến Huyền thoại, phải tập hợp sức mạnh của tất cả Super Sentai để chống lại kẻ thù mới.

## Diễn viên
- Captain Marvelous: Ryota Ozawa (小澤 亮太 Ozawa Ryōta?)
- Joe Gibken: Yuki Yamada (山田 裕貴 Yamada Yūki?)
- Luka Millfy: Mao Ichimichi (市道 真央 Ichimichi Mao?)
- Don Dogoier: Kazuki Shimizu (清水 一希 Shimizu Kazuki?)
- Ahim de Famille: Yui Koike (小池 唯 Koike Yui?)
- Navi (Lồng tiếng): Yukari Tamura (田村 ゆかり Tamura Yukari?)
- Alata: Yudai Chiba (千葉 雄大 Chiba Yūdai?)
- Eri: Rika Satoh (さとう 里香 Satō Rika?)
- Agri: Kyousuke Hamao (浜尾 京介 Hamao Kyōsuke?)
- Moune: Mikiho Niwa (にわ みきほ Niwa Mikiho?)
- Hyde: Kento Ono (小野 健斗 Ono Kento?)
- Gosei Knight (Lồng tiếng): Katsuyuki Konishi (小西 克幸 Konishi Katsuyuki?)
- Chiaki Tani: Shogo Suzuki (鈴木 勝吾 Suzuki Shōgo?)
- Genta Umemori: Keisuke Soma (相馬 圭祐 Sōma Keisuke?)
- Saki Rōyama: Rina Aizawa (逢沢 りな Aizawa Rina?)
- Satoru Akashi: Mitsuomi Takahashi (高橋 光臣 Takahashi Mitsuomi?)
- Koume "Umeko" Kodou: Mika Kikuchi (菊地 美香 Kikuchi Mika?)
- Ryō of the Heaven Fire Star: Keiichi Wada (和田 圭市 Wada Keiichi?)
- Riki Honoo: Kenta Satou (佐藤 健太 Satō Kenta?)[5]
- Shirō Gō: Ryosuke Sakamoto (坂元 亮介 Sakamoto Ryōsuke?)[5]
- Rei Tachibana: Sayoko Hagiwara (萩原 佐代子 Hagiwara Sayoko?)[5]
- Kanpei Kuroda: Jyunichi Haruta (春田 純一 Haruta Jun'ichi?)[5]
- Daigorou Oume: Kenji Ohba (大葉 健二 Ōba Kenji?)
- Sokichi Banba: Hiroshi Miyauchi (宮内 洋 Miyauchi Hiroshi?)[5][6]
- Tsuyoshi Kaijo: Naoya Makoto (誠 直也 Makoto Naoya?)[5][7]
- Signalman: Hōchū Ōtsuka (大塚 芳忠 Ōtsuka Hōchū?, Voice)[8]
- NinjaRed, Black Knight Hyuuga: Teruaki Ogawa (小川 輝晃 Ogawa Teruaki?, Voice)[8][9]
- Deka Master: Tetsu Inada (稲田 徹 Inada Tesu?, Voice)[8]
- Wolzard Fire: Tsutomu Isobe (磯部 勉 Isobe Tsutomu?, Voice)[8]
- Yoshiyuki Tsubokura (坪倉 由幸 Tsubokura Yoshiyuki?) of Wagaya (我が家?)[5]
- Hiroyuki Sugiyama (杉山 裕之 Sugiyama Hiroyuki?) of Wagaya[5]
- Shun Yatabe (谷田部 俊 Yatabe Shun?) of Wagaya[5]
- Oiles Gil (Lồng tiếng): Hirofumi Nojima (野島 裕史 Nojima Hirofumi?)
- Damaras (Lồng tiếng): Kōji Ishii (石井 康嗣 Ishii Kōji?)
- Insarn (Lồng tiếng): Kikuko Inoue (井上 喜久子 Inoue Kikuko?)
- Barizorg (Lồng tiếng): Gaku Shindo (進藤 学 Shindō Gaku?)
- Sugormin (Lồng tiếng): Yoshimitsu Shimoyama (下山 吉光 Shimoyama Yoshimitsu?)
- Naoya Makoto (誠 直也 Makoto Naoya?)[7]
- Hiroshi Miyauchi (宮内 洋 Miyauchi Hiroshi?)[6]
- Narration, Giọng Mobirates, Giọng Gokai Sabre, Giọng Gokai Gun: Tomokazu Seki (関 智一 Seki Tomokazu?)

### Diễn viên phục trang
- Gokai Red, Gosei Blue: Hirofumi Fukuzawa (福沢 博文 Fukuzawa Hirofumi?)
- Gokai Blue, Gosei Black: Yoshifumi Oshikawa (押川 善文 Oshikawa Yoshifumi?)
- Gokai Yellow, Gosei Pink: Yuichi Hachisuka (蜂須賀 祐一 Hachisuka Yūichi?)
- Gokai Green, Gosei Red: Yasuhiro Takeuchi (竹内 康博 Takeuchi Yasuhiro?)
- Gokai Pink, Gosei Yellow: Mizuho Nogawa (野川 瑞穂 Nogawa Mizuho?)